# Eubúlides de Milet
Eubúlides de Milet (Eubulides, Εὐβουλίδης) fou un filòsof grec de l'escola megàrica. No consta que escrivís cap obra, però se li atribueix l'invent d'alguns del més famosos falsos i capciosos sil·logismes, com per exemple διαλανθάνιον i el κερατίνης, que alguns atribueixen a Diodor Cronos, Aristòtil o Plató (els sil·logismes ἐγκεκαλυμμένος, διαλανθάνων o la seva forma variant Ἠλέκτρα, i ψευδόμενος i κερατίνης, apareixen en Aristòtil i en part en Plató. Segurament, aquests sil·logismes estaven dirigits contra els estoics i tenien com a objectiu establir les doctrines megàriques.

## Vida
Eubúlides va ser alumne d'Euclides, el fundador de l'escola de Mègara i potser el seu successor immediat. Contemporani d'Aristòtil, del qual fou un constant opositor. Va ensenyar lògica a Demòstenes, i també es diu que va donar classes a Apol·loni Cronos, que després va ser mestre de Diodor Cronos i de l'historiador Eufant. Segons Diògenes Laerci, podria haver estat l'autor d'un llibre sobre Diògenes de Sinope.

## Paradoxes d'Eubúlides
Es relaciona Eubúlides amb la invenció de set paradoxes,:
1. Paradoxa del mentider:
Un home diu: "El que puc estar dient ara és una mentida." Si el que expressa és cert, llavors l'home està mentint, encara que la frase sigui una veritat. Si el que diu és fals, llavors l'home no menteix, encara que la frase sigui una falsedat. Per tant, si el que parla està mentint, està expressant la veritat i viceversa.
2. Paradoxa de l'home emmascarat (egkekalummenos):
"Coneixes aquest home emmascarat?" "No" "Però si és el teu pare! És que no coneixes el teu propi pare?".
3. Paradoxa d'Electra (Elektra):
Electra no sap que l'home que se li acosta és el seu germà Orestes. Electra coneix el seu germà. Electra coneix l'home que se li acosta?
4. Paradoxa de l'home ignorat (dialanthanôn):
Alfa ignorava l'home que se li estava acostant i el va tractar com un estrany. L'home era el seu pare. Alfa va ignorar el seu pare i el va tractar com un estrany?
5. Paradoxa sorites (sôritês vol dir "muntet"):
Un únic gra de sorra no fa un muntet. Afegir un granet de sorra no és prou per a transformar un "no muntet" en un muntet: Quan tenim una colla de granets de sorra que no fa un muntet i afegim un granet no estem creant un munt. I, no obstant, sabem que arribarà un moment en què sí que en tindrem un munt.
6. Paradoxa de l'home calb (phalakros):
 Un home amb el cap ple de cabells evidentment no és calb. El fet d'arrencar-li un pèl a un home que no és calb no el convertirà en calb. Però és obvi que si continuem arrencant cabells arribarà un moment en què sí que serà calb.
7. Paradoxa de les banyes (keratinês):
Allò que no has perdut és el que tens. Però no has perdut les banyes. Per tant, tens banyes.

La primera paradoxa és probablement la més coneguda i s'assembla a la famosa Paradoxa d'Epimènides. La segona, la tercera i la quarta són variacions d'una mateixa paradoxa centrada en el problema del que vol dir "conèixer" quelcom i la identitat d'allò que estigui implicat amb l'afirmació. La cinquena i la sisena són també una mateixa idea, reflexionar sobre la manca d'exactitud del llenguatge que fem servir. La darrera paradoxa ataca les presumpcions que hi ha implícites en una proposició i se sol relacionar amb el sil·logisme de fa·làcia.

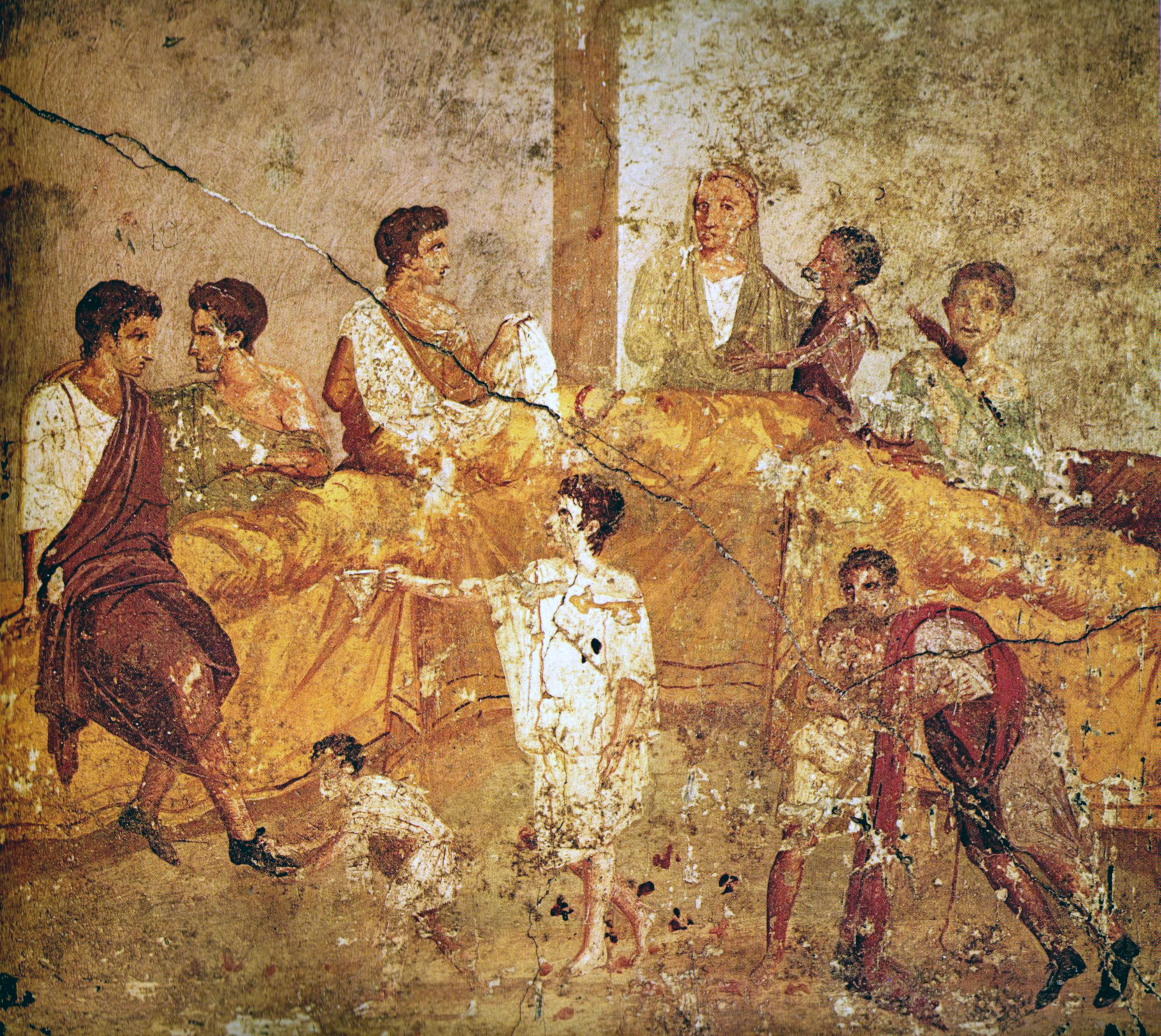
Pintura mural que representa un àpat festiu en l'antiga civilització romana.

Aquestes paradoxes van ser molt conegudes en l'antiguitat, algunes en van ser referides per contemporanis com Aristòtil i d'altres esmentades parcialment per Plató. Aulus Gel·li explica que en les Saturnals s'acostumava a parlar sobre aquestes paradoxes com un bon entreteniment després de l'àpat; en canvi, Sèneca les considerava una pèrdua de temps: «No conèixer-les no fa cap mal i dominar-les no aporta cap bé.»
Una plausible interpretació de per què se sentien motivats per a proposar aquestes paradoxes seria que, igual que les proposades per Zenó d'Elea, la intenció era obrir un debat sobre l'encert de la idea de Parmènides d'Elea que la realitat consisteix en una única entitat inextensible i que res no pot ser expressat amb coherència mitjançant allò que no existeix.
Les paradoxes d'Eubúlides donen credibilitat a les idees de Parmènides de les següents maneres: 
Entendre una mentida com ara "dir el que no és" és la manera amb què el mentider demostra que "el que no és" resulta incoherent, segons Eubúlides.
L'home emmascarat, Electra i l'home ignorat es refereixen al fet que si una entitat és coneguda amb una determinada descripció, cal que sigui coneguda mitjançant qualsevol descripció vertadera. Això vol dir que per a conèixer un aspecte sobre una entitat, una persona hauria de conèixer-ho tot sobre aquesta entitat. Tan sols un objecte com l'"ésser únic" descrit per Parmènides seria possible ser conegut. Un objecte material tindria un nombre infinit de descripcions vertaderes, per exemple la distància respecte d'un altre objecte en un moment donat.
El muntet i l'home calb tenen la intenció de mostrar que els conceptes relacionats amb objectes físics i els conceptes sobre propietats físiques són incoherents. Si hi hagués objectes físics, la qüestió de si un objecte físic donat existeix o no seria determinant. La paradoxa del muntet demostra que aquest no és el cas, ja que tot objecte material té una part que, segons sembla, pot ser eliminada mentre l'objecte continua existint. Però si això continua, l'objecte deixarà d'existir, encara que no hi ha un punt en el qual deixi d'existir. Si els objectes materials fossin nocions lògicament coherents, hi hauria d'haver un primer punt a partir del qual l'objecte deixés d'existir. De manera similar, les propietats dels objectes materials, si fossin lògicament coherents, haurien de ser presents en un objecte o no ser-hi. La paradoxa de l'home calb és un exemple que no és així, perquè qualsevol propietat com ara "ser alt" o "ser obès", etc., totes semblen trobar-se amb dificultats anàlogues. La conclusió d'Eubúlides és que, com que la realitat ha de ser lògicament coherent, els objectes físics i les seves propietats no poden formar part de la realitat.
La paradoxa de les banyes és una antiga expressió del que avui s'anomena "pressupòsit erroni". L'afirmació "Has parat de copejar el teu pare" pressuposa que has estat copejant el teu pare. "Has perdut les teves banyes" pressuposa que tenies banyes. Eubúlides entén la raresa intuïtiva de pronunciar aquestes frases quan la pressuposició és falsa, com l'intent de parlar del que no n'és cert. El fet previ de copejar el pare o de tenir banyes són fets que no són certs. Segons Parmènides, d'allò que no és, no se'n pot parlar amb coherència.
Eubúlides podria haver dit: "Aquestes paradoxes demostren que no es pot parlar d'allò que no és i la realitat no pot consistir en objectes físics i les seves propietats", però per a fer-ho hauria d'haver fet servir la paraula «no» i hauria d'haver fet servir moltes paraules que són objectes físics. De manera que una declaració oberta que aplegui les idees d'Eubúlides i les de Parmènides seria, en si mateixa, contradictòria. Les paradoxes van ser pensades per mostrar què és la veritat, perquè la veritat no pot ser expressada. Quelcom similar podria aplicar-se als arguments de Zenó d'Elea, també de l'escola filosòfica inspirada per Parmènides. La introducció del diàleg Parmènides de Plató seria una demostració que les paradoxes d'Eubúlides tenien la mateixa intenció.